# Ongendus
Ongendus (début du VIIIe siècle), peut-être nommé en vieux norrois  Angantyr, est un roi des danois qui règne vers 710 et le premier souverain mentionné par les sources.

## Histoire et légendes
Il semble avoir été le souverain d'un royaume de Danemark unifié à la fin du VIIe siècle. Ongendus règne vraisemblablement sur un puissant royaume situé dans le centre du  Jutland qui perdure environ de l'an 200 à l'an 600, et qui entre 400 aurait aussi compris le  Kent et l'île de Wight.
Lorsque vers 710 le missionnaire anglo-saxon Willibrord se rend chez les Danois règne un roi qu'il nomme Ongendus. Il repart de son royaume avec 30 garçons instruits dans le christianisme. On ne connait aucun autre détail d'Ongendus à part le fait qu'il aurait été « Plus sauvage que toute bête et plus dur que la pierre » selon la Vita de Willibrod d'Alcuin. 
Durant le règne potentiel d'Ongendus, plusieurs grands travaux sont exécutés tels que le révèle l'archéologie. On pensait qu'on lui devait la construction du  Danevirke. Cependant cette attribution est désormais considérée erronée puisque les premières fondations du Danevirke remontent au Ve siècle. Il pourrait toutefois être responsable des travaux de reconstructions de 727. Il pourrait être lié à la construction du canal de Kanhave (de)I, sur l'île de Seeland puisque ce site est daté de 726. Il est également réputé avoir fondé Ribe. En effet, une importante réorganisation du peuplement du Jutland se déroule durant son règne et les anciens sites élitaires (dominés par une grande halle) sont délaissés.
Selon la saga de Hervor et du roi Heidrekr du XIIIe siècle « Argantyr est roi du Reidgotaland pendant de nombreuses années. Il fut puissant et un grand guerrier et de lui descend une lignée de rois. Son fils fut  Heiðrekr Ulfhamr, qui régna longtemps sur le Reidgotaland. Il eut une fille nommée Hild qui fut la mère de Halfdan le Vaillant, père de Ivar Vidfamne ».